# 長角塚
長角塚中国前秦苻坚的陵墓，位于陕西省彬州市西南水口乡九田村。
墓区占地面积140平方米，封土坐南朝北。南北长21米，南面高3米，宽7米，北面高2米，宽3米，呈横宽纵狭的平面，其形状像角锥体，故名“长角冢”。